# Johannes Andersen (fodboldspiller)
 Der er flere personer med dette navn, se Johannes Andersen.
Johannes Eske Andersen (født 3. oktober 1983 på Bornholm) er en dansk fodboldspiller, hvor hans primære position på banen er i angrebet.
Han startede sin seniorkarriere i FC Bornholm, før han skiftede til Boldklubben Skjold. I vinterpausen 2004/2005 skiftede han Skjold ud med 1. divisionsklubben Fremad Amager, hvor det dog blev til et kort ophold, da han valgte at søge nye græsgange i sommeren 2005. Han vendte angiveligt tilbage til FC Bornholm og dernæst Boldklubben Skjold. Han har også i en periode spillet i Island, inden han kom til Flensborg.

## Spillerkarriere
- 200?-200?: FC Bornholm
- 2003-2004: Boldklubben Skjold
- 2004-2005: Boldklubben Fremad Amager, 2 kampe og 1 mål, 1. division[2]
- 2005-2006: FC Bornholm, Danmarksserien
- 2006-: Boldklubben Skjold, Danmarksserien (2. holdet), 1. division og 2. division
- ?: DGF (Flensborg)[1]